# Han Kyo-won
Han Kyo-won, född den 15 juni 1990, är en sydkoreansk fotbollsspelare som sedan 2014 spelar i den sydkoreanska klubben Jeonbuk Hyundai Motors i ligan K League Classic. Den 22 december 2014 tog Sydkoreas förbundskapten ut Kyo-won till det asiatiska mästerskapet i fotboll 2015.